# Bagsecg
Bagsecg est un chef viking actif en Angleterre au début des années 870, jusqu'à sa mort à la bataille d'Ashdown en janvier 871.

## Biographie
Bagsecg est l'un des meneurs de la Grande Armée viking qui débarque en Angleterre en 865. Il n'est mentionné dans les sources anglaises (la Chronique anglo-saxonne et l'Histoire du roi Alfred d'Asser) qu'en 870, lorsque Halfdan et lui font franchir la Tamise aux troupes vikings pour pénétrer dans le Wessex et dresser le camp à Reading, dans le Berkshire,.
Trois jours après la prise de Reading, Bagsecg et Halfdan envoient deux de leurs jarls en mission de reconnaissance et de pillage. Leur détachement est attaqué par l'ealdorman local Æthelwulf, qui sort vainqueur de cette bataille d'Englefield,. L'armée anglaise entière, menée par le roi Æthelred et son frère Alfred, attaque quatre jours plus tard le camp viking de Reading, mais la bataille de Reading se solde par leur défaite,.
Une troisième bataille oppose les deux armées quatre jours plus tard à Ashdown (Æscesdun), un lieu non identifié dans les collines des Berkshire Downs. Les Anglais en sortent vainqueurs et Asser comme la Chronique anglo-saxonne rapportent que le roi Bagsecg y trouve la mort, de même que cinq jarls nommés Sidroc le Vieux, Sidroc le Jeune, Osbern, Fræna et Harald,.

## Postérité

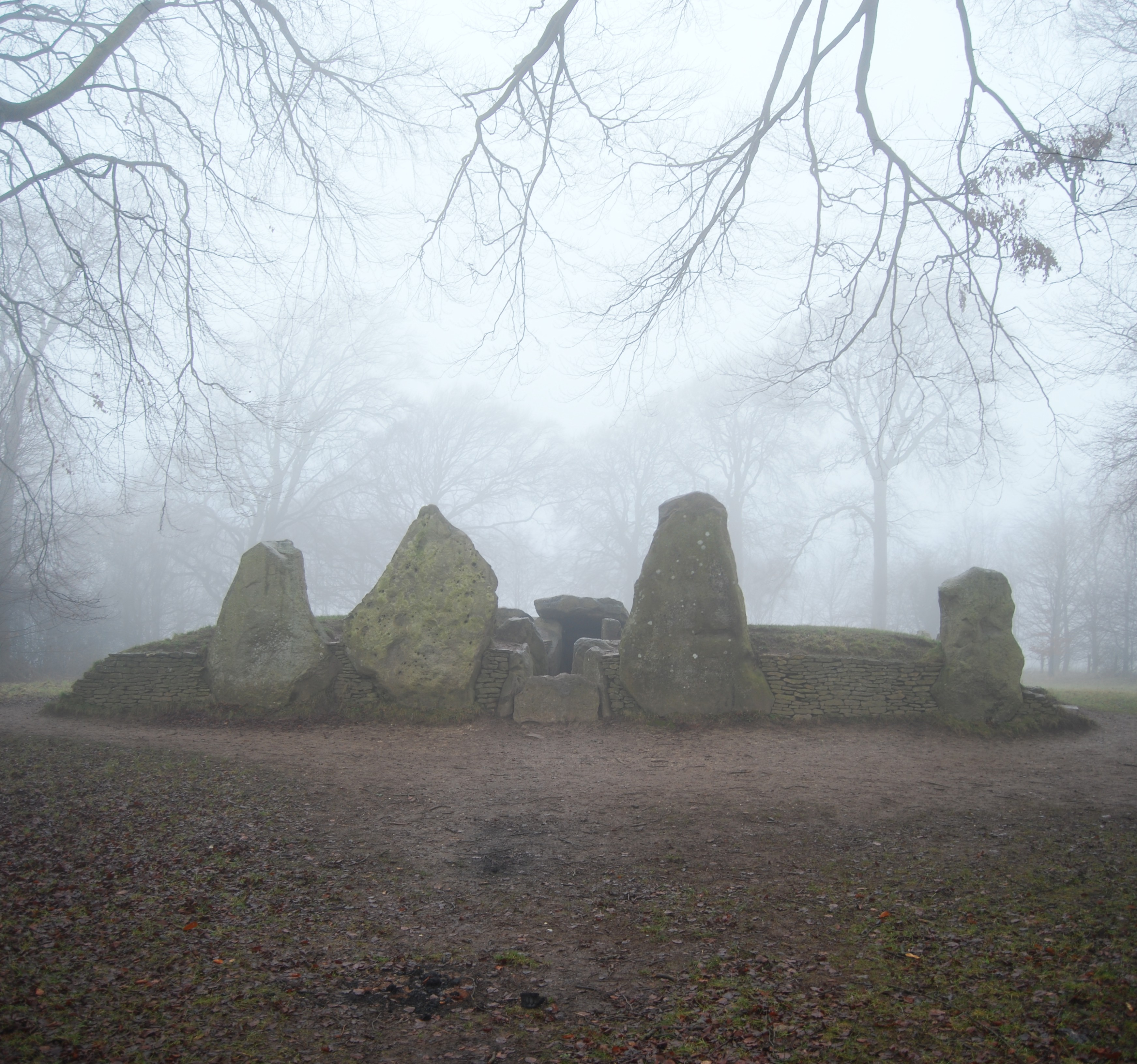
Wayland's Smithy.

Une légende locale, apparue au XVIIIe siècle sous la plume de l'antiquaire Francis Wise, veut que Bagsecg ait été enterré sous le Wayland's Smithy (en), un tumulus allongé dans les Berkshire Downs. En réalité, ce monument a été édifié vers 3600 av. J.-C., au début du Néolithique. Wise identifie également la nécropole préhistorique des Seven Barrows (en) aux tombes des jarls tués à Ashdown, une attribution tout aussi fantaisiste.